# Liste des évêques de Buéa
Cette page présente la liste des évêques de Buéa
La préfecture apostolique camerounaise de Buéa est érigée le 12 juin 1923 par détachement du vicariat apostolique du Cameroun. Elle est confiée aux missionnaires de Mill Hill.
Elle est érigée elle-même en vicariat apostolique le 15 mars 1939 puis en diocèse de Buéa (Dioecesis Bueaensis) le 18 avril 1950. 
Son territoire est réduit à plusieurs reprises en 1950, 1970, 1999 et 2016 pour donner naissance successivement à la préfecture apostolique de Yola et aux diocèses de Bamenda, de Mamfé et de Kumba. 
Le siège du diocèse se trouve à la cathédrale Regina Pacis de Buéa.

## Ordinaires du diocèse

### Sont d'abord préfets apostoliques
- 6 août 1923-13 mai 1925 : John William Campling M.H.M.
- 1925-15 mars 1939 : Peter Rogan M.H.M.

### Puis est vicaire apostolique
- 15 mars 1939-18 avril 1950 : Peter Rogan M.H.M., promu vicaire apostolique.

### Puis sont évêques
- 18 avril 1950-18 août 1961 : Peter Rogan M.H.M., promu évêque.
- 4 juin 1962-29 janvier 1973 : Julius Peeters M.H.M. (Julius Joseph Willem Peeters)
- 29 janvier 1973-30 novembre 2006 : Pius Suh Awa, premier ordinaire originaire du Cameroun
- 30 novembre 2006 - 28 décembre 2019 : Emmanuel Bushu
- depuis le 28 décembre 2019 : Michael Miabesue Bibi, évêque auxiliaire de Bamenda, administrateur apostolique jusqu'au 5 janvier 2021, date laquelle il devient l'évêque du diocèse.

## Sources
- Fiche du diocèse sur le site catholic-hierarchy.org